# 中鬣狗亚科
中鬣狗亚科（学名：Percrocutinae）是貓型亞目下已滅絕的一亚科，属于鬣狗科。首個發現的中鬣狗亞科是中鬣狗屬，屬於中新世中期的歐洲及西亞洲。中鬣狗屬已經擁有大的前臼齒，但卻不及後期的恐鬣狗屬般巨大。